# Fulgurit

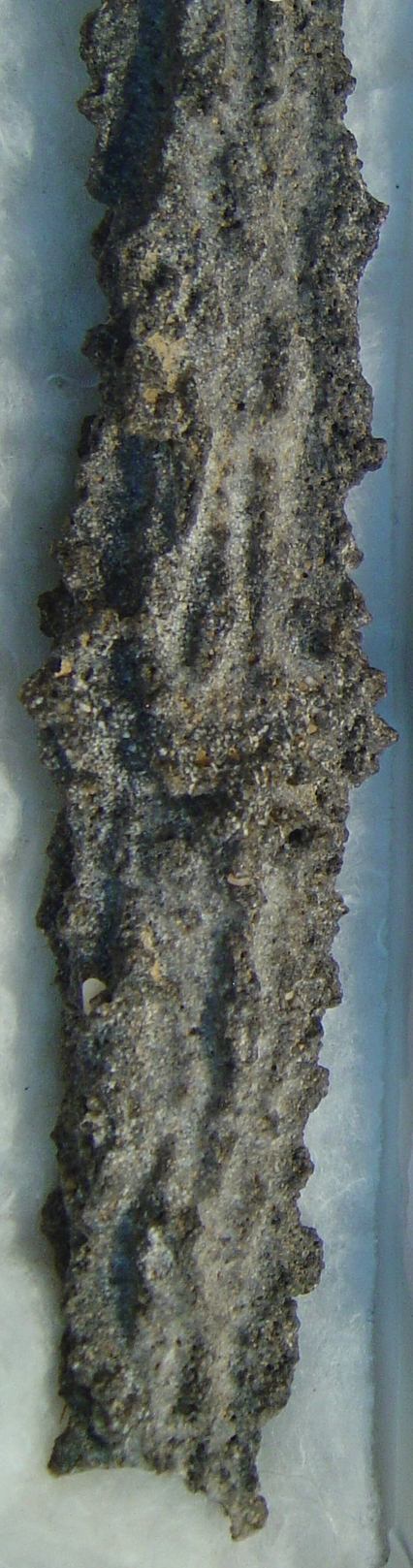
Fulgurite

Fulgurite (tiếng Latin: fulgur có nghĩa là lưỡi tầm sét) nó còn được gọi là Búa trời, Sét hóa đá hay Đá hóa thủy tinh, là một loại thủy tinh tự nhiên thường có dạng hình ống được hình thành từ thạch anh, cát, silicon hoặc đất khi sét đánh xuống và di chuyển vào trong lòng đất. Chúng được hình thành do nhiệt độ của sét quá cao tối thiểu khoảng 1.800 °C (3.270 °F) làm nóng chảy bất cứ thứ gì trên đường đi tạo thành thủy tinh trộn lẫn vào nhau khi nguội sẽ tạo thành fulgurite. Quá trình hình thành này rất nhanh chỉ diễn ra trong khoảng một giây và nó là dấu vết của đường di chuyển của sét vào lòng đất. Fulgurite cũng có thể được tạo ra khi dòng điện cao thế bị đứt rơi xuống mặt đất và nung chảy bất cứ thứ gì xung quanh. Các fulgurite có thể rất dài, đôi khi nó có thể dài đến 15 mét (49 ft) từ mặt đất đi xuống.
Nó có màu sắc thay đổi khác nhau tùy vào thành phần của đất mà nó được tạo ra như đen,nâu, xanh lá hay trắng đục... Hình dáng của fulgurite khi hình thành thường khá giống rễ cây với nhiều nhánh lớn và nhỏ do sét khi di chuyển vào lòng đất sẽ bắt đầu tản ra xung quanh. Bên trong của fulgurite rất mịn, đôi khi có các bong bóng xếp thành hàng, bề ngoài của fulgurite rất nhám với các hạt cát nóng chảy dính vào thân của fulgurite.

## Sử dụng
Do có nhiều màu sắc và hình dáng khác nhau nên fulgurite có thể được dùng để trang trí, sưu tập hay làm đồ trang sức.